# Direzione dei servizi militari e d'indagine
La Direzione dei servizi militari e d'indagine (in arabo إدارة المخابرات الحربية والإستطلاع‎?, Idārat al-Mukhābarāt al-Ḥarbiyya wa al-Istiṭlāʿ), è un servizio segreto militare dell'Egitto.
È delegato alla pianificazione e coordinamento con la polizia militare per garantire la sicurezza delle installazioni militari e caserme, a controllare il livello di sicurezza negli impianti e per l'intelligence militare, compresa la sicurezza dei documenti e degli individui, armi, ed altro. 
Muhammad al-Shahat è il capo della Idārat al-Mukhābarāt al-Ḥarbiyya wa al-Istiṭlāʿ dal 2015. Il suo predecessore più noto era stato l'attuale Presidente egiziano Abdel Fattah al-Sisi, dal 2010 al 2012.

## Responsabili della Direzione
1. Zakariyya Muhyi al-Din (1952-1953)
2. Muhammad Sadiq (1966–1969)
3. Mustafa Mehrez (1969–1972)
4. Muhammad 'Abd al-Ghani Gamassi (1972–1972)
5. Muhammad Fu'ad Nassar (1972–1975)
6. Muhammad 'Abd al-Halim Abu Ghazala (1979–1980)
7. ʿUmar Sulaymān (1991-1993)
8. Kamal 'Amer (1994-1997)
9. Muhammad Ahmad Farid al-Tihami (1997-2004)
10. Murad Muwafi (2004-2010)
11. Abdel Fattah al-Sisi (2010-2012)
12. Mahmud Hijazi (2012-2014)
13. Salah al-Badri (2014-2015)
14. Muhammad al-Shahat (2015-attuale)